# Young, Rich and Dangerous
Albums de Kris Kross
Da Bomb
(1993) Best of Kris Kross Remixed '92 '94 '96
(1996)
Singles
1. Tonite's tha Night
Sortie : 21 novembre 1995
2. Live and Die for Hip Hop
Sortie : 8 février 1996

Young, Rich and Dangerous est le troisième et dernier album studio de Kris Kross, sorti le 9 janvier 1996.
Dans cet opus, publié trois ans après Da Bomb, on peut noter la nette évolution du style de musique du duo, désormais beaucoup plus calme et posé. Devenus de jeunes adultes, Chris Kelly et Chris Smith abordent des sujets beaucoup plus obscurs et n'hésitent plus à proposer des paroles plus explicites que sur leurs précédents albums. En dépit de bonnes critiques d'un point de vue musical, c'est l'album qui s'est le moins vendu. Il a toutefois été certifié disque d'or par la Recording Industry Association of America (RIAA) le 4 mars 1996.
Young, Rich & Dangerous s'est classé 2e au Top R&B/Hip-Hop Albums et 15e au Billboard 200.

## Liste des titres
| No  | Titre                                                                              | Contient un (des) sample(s) de                                      | Durée |
| --- | ---------------------------------------------------------------------------------- | ------------------------------------------------------------------- | ----- |
| 1.  | Some Cut Up                                                                        | Intimate Connection de Kleeer                                       | 1:45  |
| 2.  | When the Homies Show Up                                                            |                                                                     | 1:31  |
| 3.  | Tonite's tha Night                                                                 |                                                                     | 3:16  |
| 4.  | Interview                                                                          |                                                                     | 0:39  |
| 5.  | Young, Rich and Dangerous                                                          |                                                                     | 3:50  |
| 6.  | Live and Die for Hip Hop (featuring Da Brat, Aaliyah, Jermaine Dupri et Mr. Black) | Baby Come to Me de Regina Belle                                     | 3:43  |
| 7.  | Money, Power and Fame (featuring Chris Terry)                                      | I Need Love de LL Cool J                                            | 3:48  |
| 8.  | It's a Group Thang                                                                 |                                                                     | 0:51  |
| 9.  | Mackin' Ain't Easy (featuring Mr. Black)                                           | Love Will Find a Way de Lionel Richie                               | 2:58  |
| 10. | Da Streets Ain't Right                                                             | Talking in Your Sleep des Romantics Warning de The Notorious B.I.G. | 3:00  |
| 11. | Hey Sexy (featuring Chris Terry)                                                   |                                                                     | 3:40  |
| 12. | Tonite's tha Nite (Remix)                                                          | Deep Cover de Dr. Dre et Snoop Dogg                                 | 3:41  |